# Mosambik-Buschmaus
Die Mosambik-Buschmaus (Grammomys cometes) ist eine Art der Akazienmäuse, einer zu den Altweltmäusen gezählten Gattung der Langschwanzmäuse. Sie ist in Südost-Afrika heimisch.

## Größe und Aussehen
Die Mosambik-Buschmaus erreicht eine Kopf-Rumpflänge von ca. 12 cm, dazu misst der Schwanz ungefähr 18 cm. Mit diesen Maßen gehört die Mosambik-Buschmaus zu den größeren Arten der Gattung.
Die Körperoberseite ist meist gräulich-rotbraun, wobei es innerhalb der Art zu Variationen in der Fellfarbe kommt. So finden sich auch gelblich oder komplett grau gefärbte Tiere. Die Unterseite, die Füße und Teile der vorderen Gesichtspartie sind weiß.

## Verbreitung und Lebensraum
Die Mosambik-Buschmaus kommt in Teilen Südost-Afrikas vor. Man findet sie im äußersten Nordosten Südafrikas, im Osten Simbabwes sowie in Teilen von Sambia, Malawi, Kenia, Tansania und Mosambik sowie möglicherweise in Eswatini.
Die Art ist vor allem in Waldgebieten und daran angrenzenden Hochgrassteppen, auch nahe Gewässern heimisch. Die Mosambik-Buschmaus ist arboreal (baumbewohnend) und ein geschickter Kletterer.

## Verhalten und Fortpflanzung
Die Art ist ein nachtaktiver Pflanzenfresser der seine Nester aus Pflanzenmaterial in Baumlöchern oder Astgabeln, in urbanen Zonen auch in Gebäuden, baut.
Die Paarungszeit findet in den Sommermonaten statt.
Jährlich können die Weibchen bis zu dreimal zwischen 2 und 5 Jungtiere gebären. Die Jungen, welche bei der Geburt ca. 4 Gramm wiegen, sind Nesthocker und saugen auch über die ungefähr 19 Tage dauernde Stillzeit hinaus an den Zitzen der Mutter.

## Gefährdung
Die IUCN hat die Mosambik-Buschmaus als „Least concern“, also „nicht gefährdet“ eingestuft.

## Weblink
- Grammomys cometes in der Roten Liste gefährdeter Arten der IUCN 2013.2. Eingestellt von: Taylor, P.J., 2008. Abgerufen am 31. Dezember 2013.